# 1. HRL za žene 2012./13.
Prvu hrvatsku rukometnu ligu za žene za sezonu 2012./13. je deveti put zaredom osvojila ekipa Podravka Vegeta iz Koprivnice.

## Sustav natjecanja
U ligi ukupno sudjeluje 13 klubova, a liga se igra iz dva dijela: 

Prvi dio (1.HRL žene) igra 11 klubova dvokružno prvenstvo (dva kluba nastupaju u regionalnoj WRHL ligi, te na osnovu plasmana drugi dio sezone igraju: 

- Ligu za prvaka - prva četiri kluba i dva kluba iz WRHL
- Ligu za poredak - klubovi od 5. do 8. mjesta te
- Ligu za ostanak - klubovi od 9. do 11. mjesta

## Sudionici
- Ivanić, Ivanić-Grad
- Podravka Vegeta, Koprivnica 1
- Osijek
- Dalmatinka, Ploče
- Zamet, Rijeka
- Fantasyland, Samobor
- Sesvete - Agroproteinka
- Split 2010
- Zelina, Sveti Ivan Zelina
- Umag
- Koka, Varaždin
- Lokomotiva, Zagreb 1
- Trešnjevka, Zagreb

1 - nisu igrale 1. dio sezone, članice WRHL-a

## Ljestvice

### Prvi dio sezone
| poz | klub                       | ut | pob | neod | por | golovi  | bod     | 2.dio sezone    |
| --- | -------------------------- | -- | --- | ---- | --- | ------- | ------- | --------------- |
| 1.  | Zelina (Sveti Ivan Zelina) | 20 | 17  | 0    | 3   | 595:472 | 34      | Liga za prvaka  |
| 2.  | Fantasyland Samobor        | 20 | 13  | 3    | 4   | 557:495 | 29      | Liga za prvaka  |
| 3.  | Sesvete Agroproteinka      | 20 | 13  | 1    | 6   | 599:513 | 27      | Liga za prvaka  |
| 4.  | Trešnjevka Zagreb          | 20 | 12  | 1    | 7   | 513:509 | 25      | Liga za prvaka  |
| 5.  | Zamet Rijeka               | 20 | 12  | 1    | 7   | 554:523 | 24 (-1) | Liga za poredak |
| 6.  | Umag                       | 20 | 9   | 2    | 9   | 502:533 | 20      | Liga za poredak |
| 7.  | Koka Varaždin              | 20 | 9   | 1    | 10  | 504:503 | 19      | Liga za poredak |
| 8.  | Split 2010                 | 20 | 5   | 4    | 11  | 458:517 | 14      | Liga za poredak |
| 9.  | Dalmatinka Ploče           | 20 | 6   | 0    | 14  | 495:559 | 12      | Liga za ostanak |
| 10. | Osijek                     | 20 | 5   | 2    | 13  | 480:517 | 11 (-1) | Liga za ostanak |
| 11. | Ivanić (Ivanić-Grad)       | 20 | 1   | 1    | 18  | 470:586 | 3       | Liga za ostanak |

### Drugi dio sezone

#### Liga za prvaka
| poz | klub                       | ut | pob | neod | por | golovi  | bod |
| --- | -------------------------- | -- | --- | ---- | --- | ------- | --- |
| 1.  | Podravka Vegeta Koprivnica | 10 | 10  | 0    | 0   | 346:239 | 20  |
| 2.  | Lokomotiva Zagreb          | 10 | 6   | 0    | 4   | 274:272 | 12  |
| 3.  | Fantasyland Samobor        | 10 | 5   | 1    | 4   | 241:255 | 11  |
| 4.  | Sesvete Agroproteinka      | 10 | 4   | 0    | 6   | 263:298 | 8   |
| 5.  | Zelina (Sveti Ivan Zelina) | 10 | 3   | 0    | 7   | 267:273 | 6   |
| 6.  | Trešnjevka Zagreb          | 10 | 1   | 1    | 8   | 239:293 | 3   |

#### Liga za poredak
Za poredak su računate i međusobne utakmice klubova iz prvog dijela sezone.
| poz      | klub          | omjer u Ligi za poredak (s prenesenim susretima) | omjer u Ligi za poredak (s prenesenim susretima) | omjer u Ligi za poredak (s prenesenim susretima) | omjer u Ligi za poredak (s prenesenim susretima) | omjer u Ligi za poredak (s prenesenim susretima) | omjer u Ligi za poredak (s prenesenim susretima) |    | omjer u Ligi za poredak | omjer u Ligi za poredak | omjer u Ligi za poredak | omjer u Ligi za poredak | omjer u Ligi za poredak |
| poz      | klub          | ut                                               | pob                                              | neod                                             | por                                              | golovi                                           | bod                                              | ut | pob                     | neod                    | por                     | golovi                  |                         |
| -------- | ------------- | ------------------------------------------------ | ------------------------------------------------ | ------------------------------------------------ | ------------------------------------------------ | ------------------------------------------------ | ------------------------------------------------ | -- | ----------------------- | ----------------------- | ----------------------- | ----------------------- | ----------------------- |
| 1. (7.)  | Zamet Rijeka  | 12                                               | 7                                                | 0                                                | 5                                                | 315:280                                          | 14                                               | 6  | 3                       | 0                       | 3                       | 147:134                 |                         |
| 2. (8.)  | Umag          | 12                                               | 5                                                | 3                                                | 4                                                | 292:300                                          | 13                                               | 6  | 4                       | 1                       | 1                       | 154:144                 |                         |
| 3. (9.)  | Koka Varaždin | 12                                               | 6                                                | 1                                                | 5                                                | 332:295                                          | 13                                               | 6  | 3                       | 0                       | 3                       | 166:154                 |                         |
| 4. (10.) | Split 2010    | 12                                               | 2                                                | 4                                                | 6                                                | 262:306                                          | 8                                                | 6  | 1                       | 1                       | 4                       | 129:164                 |                         |

#### Liga za ostanak
Za poredak su računate i međusobne utakmice klubova iz prvog dijela sezone.
| poz      | klub                 | omjer u Ligi za ostanak (s prenesenim susretima) | omjer u Ligi za ostanak (s prenesenim susretima) | omjer u Ligi za ostanak (s prenesenim susretima) | omjer u Ligi za ostanak (s prenesenim susretima) | omjer u Ligi za ostanak (s prenesenim susretima) | omjer u Ligi za ostanak (s prenesenim susretima) |    | omjer u Ligi za ostanak | omjer u Ligi za ostanak | omjer u Ligi za ostanak | omjer u Ligi za ostanak | omjer u Ligi za ostanak |
| poz      | klub                 | ut                                               | pob                                              | neod                                             | por                                              | golovi                                           | bod                                              | ut | pob                     | neod                    | por                     | golovi                  |                         |
| -------- | -------------------- | ------------------------------------------------ | ------------------------------------------------ | ------------------------------------------------ | ------------------------------------------------ | ------------------------------------------------ | ------------------------------------------------ | -- | ----------------------- | ----------------------- | ----------------------- | ----------------------- | ----------------------- |
| 1. (11.) | Osijek               | 8                                                | 6                                                | 0                                                | 2                                                | 227:199                                          | 12                                               | 4  | 3                       | 0                       | 1                       | 104:104                 |                         |
| 2. (12.) | Dalmatinka Ploče     | 8                                                | 5                                                | 0                                                | 3                                                | 216:213                                          | 10                                               | 4  | 3                       | 0                       | 1                       | 119:108                 |                         |
| 3. (13.) | Ivanić (Ivanić-Grad) | 8                                                | 1                                                | 0                                                | 7                                                | 199:230                                          | 2                                                | 4  | 0                       | 0                       | 4                       | 104:115                 |                         |

## Poveznice i izvori
- 2. HRL 2012./13.
- 3. HRL 2012./13.
- Hrvatski kup 2012./13.
- hrs.hr, 1.HRL, prvi dio sezone
- hrs.hr, Liga za prvaka
- hrs.hr, Liga za poredak
- hrs.hr, Liga za ostanak
- sportnet.hr, 1.HRL žene 2012./13.  Arhivirana inačica izvorne stranice od 12. srpnja 2013. (Wayback Machine)